# Karakalpaken
Die Karakalpaken (Eigenbezeichnung Qaraqalpaq, Qaraqalpaqlar; wörtlich „Schwarze Kalpaken“ – von „Kalpak“, einer traditionellen zentralasiatischen Kopfbedeckung) sind ein zentralasiatisches Turkvolk mit heute rund 550.000 Angehörigen. Sie sprechen das Karakalpakische, eine Turksprache, und bekennen sich großteils zum sunnitischen Islam.

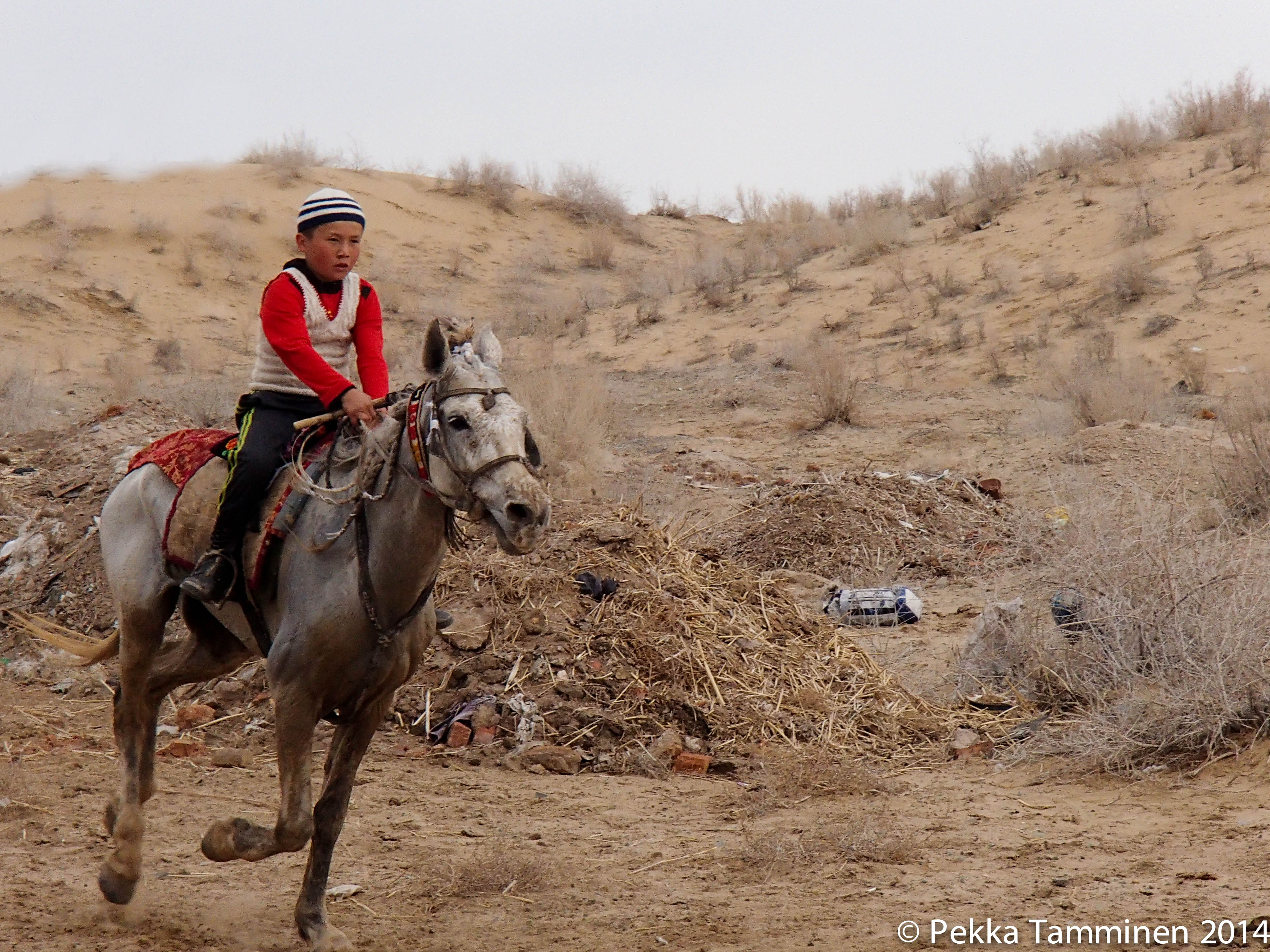
Kind in Tracht beim traditionellen karakalpakischen Pferderennen

## Siedlungsgebiete
Die Mehrheit der Karakalpaken siedelt hauptsächlich in der autonomen Republik Karakalpakistan in Usbekistan. Kleinere Gruppen von ihnen leben in und um Choresm und im Fergana-Tal. Ebenso sind in den benachbarten Staaten Kasachstan und Turkmenistan kleinere karakalpakische Minderheiten ansässig. Dort leben sie hauptsächlich in den Grenzgebieten zur autonomen Republik Karakalpakistan.
Ungefähr 20.000 Karakalpaken leben auch im Iran, wo sie am Urmiasee angesiedelt wurden. Aber auch in Afghanistan lebt eine kleine karakalpakische Minderheit von etwa 5.000 Menschen.

## Geschichte

### Vorgeschichte
Die Vorfahren der Karakalpaken lebten nach dem 6. Jahrhundert in den nördlichen Gegenden des Aralsees. Sie sind die Nachfahren der alteingesessenen iranischsprachigen Oasen- und Stadtbevölkerung sowie verschiedener turksprachiger Nomadenstämme. Seit dem 16. Jahrhundert sind sie als Hirtennomaden am Mittellauf des Syr-darja nachweisbar.

### Tatarenherrschaft
Im 13. Jahrhundert gehörten die Karakalpaken zum Reich der Goldenen Horde, wo sie der Weißen Horde unterstanden und von Dschingiskhaniden beherrscht wurden. Nach dem Zerfall der Goldenen Horde im 16. Jahrhundert litten die Karakalpaken unter den Raubzügen der sprachverwandten kasachischen Stämme, die nun in einem eigenen Khanat organisiert waren.

### Flucht vor den Kasachen und die Oiratenherrschaft
Im 18. Jahrhundert zog ein Teil von ihnen unter dem Druck des Khans der Großen Horde ins Ferganatal, wo sie sich den Usbeken anschlossen. Ein anderer Volksteil ließ sich im Amudarjadelta nieder. An den Südufern des Kaspischen Meeres wurden die Karakalpaken sesshaft und wurden Fischer und Ackerbauern. Das neue Siedlungsgebiet am Kaspischen Meer gehörte zum Territorium des persischgeprägten Khanat Chiwa. Dieses war seit dem 17. Jahrhundert dem Khan der Großen Horde tributpflichtig, agierte ansonsten aber autonom. Als die mongolischen Oiraten ihr nomadisch geprägtes Steppenreich errichteten, gerieten die Karakalpaken wie die benachbarten Kasachen unter deren Einfluss. So zogen die Oiraten mehrmals plündernd durch Zentralasien.

### Die Karakalpaken und der Alasch-Orda-Staat
Zur Zeit des russischen Bürgerkrieges erhob der im Dezember 1917 ausgerufene Alasch-Orda-Staat Ansprüche auf das Siedlungsgebiet der Karakalpaken. Diese wurden aufgrund der nahen sprachlichen Verwandtschaft und der einstigen Oberherrschaft der Großen Horde als „Kasak-Kirgisen“ deklariert und den Südkasachen zugerechnet.
Doch dies stieß nicht auf die Gegenliebe der Karakalpaken: 1918 erklärten sie gegenüber den Kasachen ihre Unabhängigkeit und errichteten ein Autonomes Gebiet.

### Sowjetische Zeit
1920, mit Zerschlagung des Alasch-Orda-Staates, geriet das „Autonome Gebiet der Karakalpaken“ an Sowjetrussland: Dieses gliederte das ehemalige Alasch-Orda-Gebiet in das „Autonome Gebiet der Kirgisen“ um und schlug diesem das karakalpakische Siedlungsgebiet zu.
1932 erhielt das „Autonome Gebiet der Karakalpaken“ den Status einer eigenständigen ASSR, die nunmehr im Rahmen Russlands und nicht mehr im kasachischen Herrschaftsgebiet lag. Mit der Verfassung von 1936 wurde die ASSR der Karakalpaken ein Teil des heutigen Usbekistans.

### Postsowjetische Zeit
Mit dem beginnenden Zerfall der Sowjetunion (ab 1989) forderte kurzfristig ein großer Teil der Karakalpaken den Anschluss ihrer ASSR an Kasachstan, das sich als „legitime Schutzmacht“ der karakalpakischen Minderheit sah. Kasachstan erhob im Zeitraum von 1989 bis 1999 mehrmals Anspruch auf die von den Karakalpaken besiedelten Gebiete in Usbekistan. Kasachstan begründete seinen Territorialanspruch historisch mit der jüngeren Vergangenheit und erinnerte an die Zugehörigkeit der Karakalpakischen ASSR in der Zeit zwischen 1925 und 1930 zur Kasachischen SSR. Kasachstan und Usbekistan trugen auf diplomatischer Ebene für eine längere Zeit Grenzstreitigkeiten miteinander aus. So war beispielsweise der Ort Bagys äußerst umstritten, daneben gab es ähnliche Dispute um die Zugehörigkeit von weiteren 139 Grenzabschnitten. 1999 begannen die Verhandlungen über die Festlegung der Grenzen zwischen beiden Staaten. Bis November 2001 waren rund 96 % des derzeitigen Grenzverlaufes geklärt, und beide Staaten schlossen bilaterale Abkommen zur gegenseitigen Anerkennung der bestehenden Grenzen. Die Beilegung des Streites um die Zugehörigkeit von Bagys wurde bewusst vermieden, was zur Folge hatte, dass beide Seiten bewaffnete Grenzübergriffe verübten. Die Regierungen beider Länder einigten sich schließlich vertraglich darauf, die Grenzen um den betreffenden Ort nicht mehr zu beschießen, nachdem es auf beiden Seiten mehrere Todesopfer gegeben hatte. Von diesen Grenzkonflikten blieben die Karakalpaken weitestgehend verschont. Heute genießen sie innerhalb Usbekistans weitgehende Autonomie, folglich stellt sich für sie die Frage des Anschlusses ihres Gebietes an Kasachstan nicht mehr.

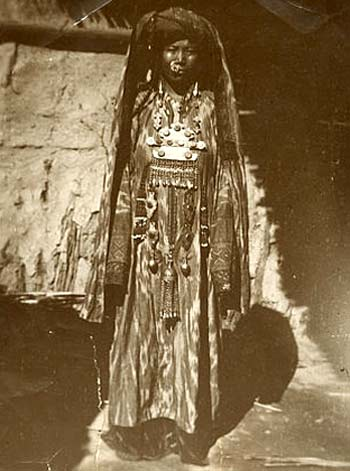
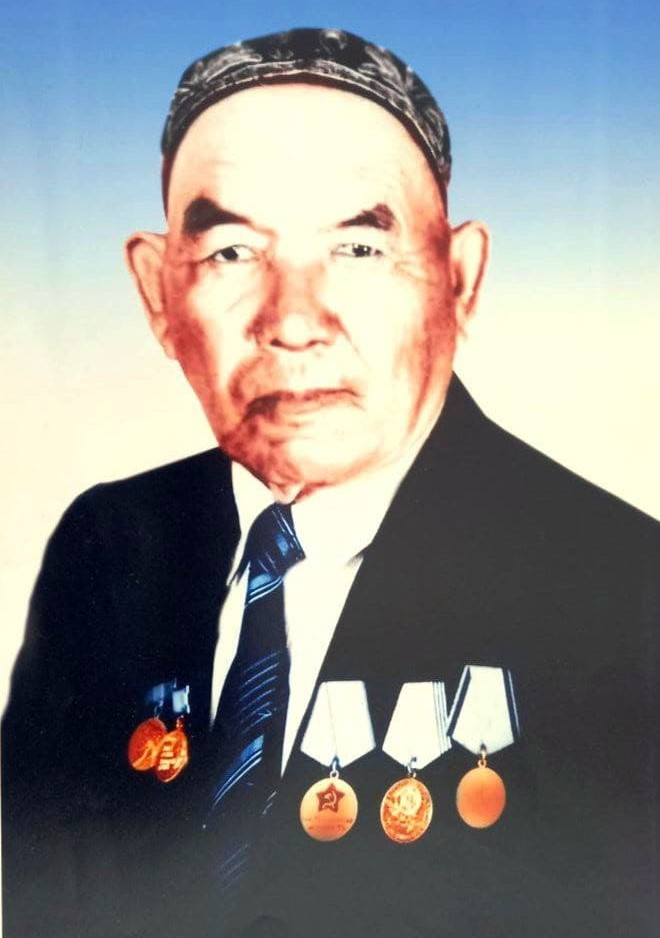
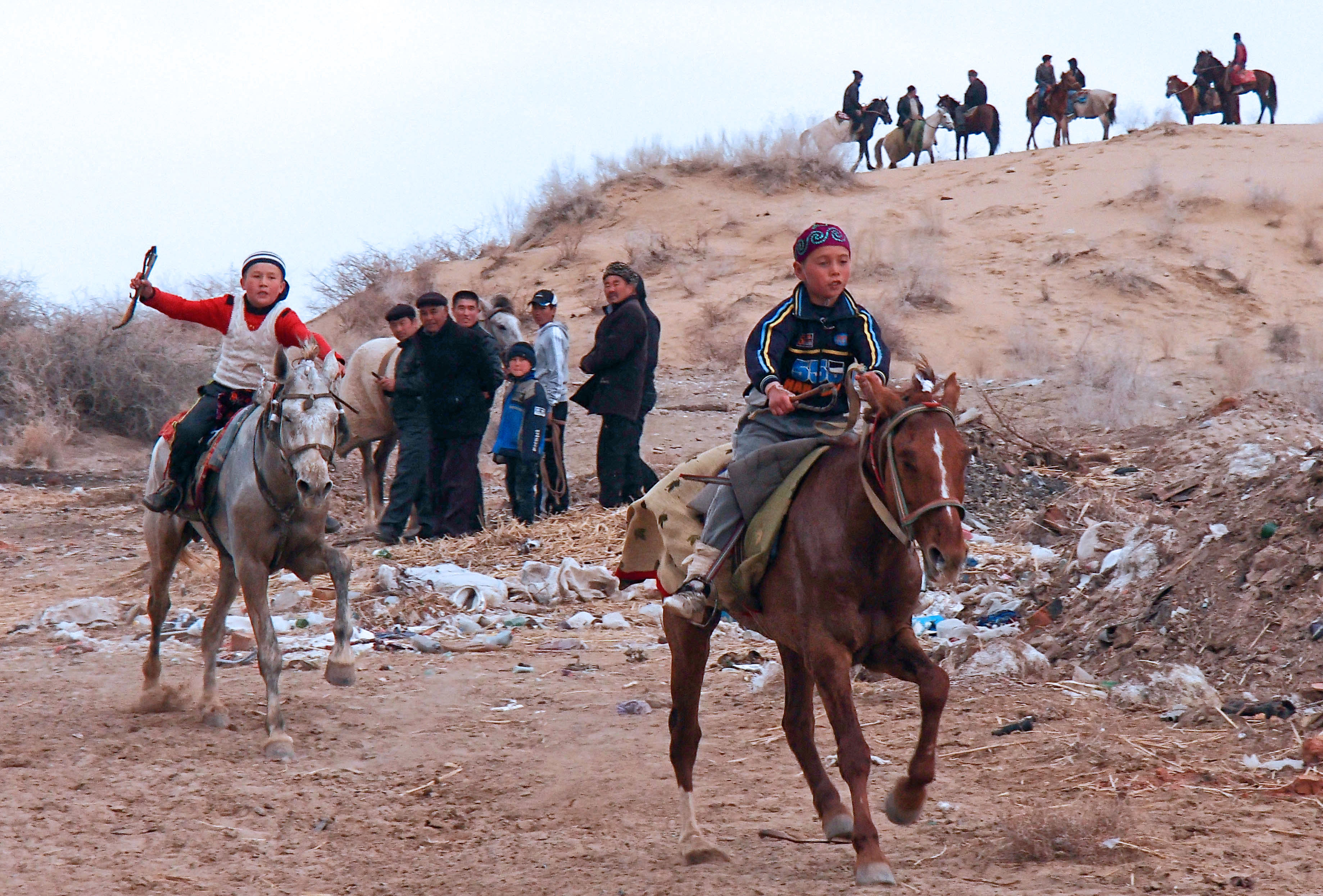
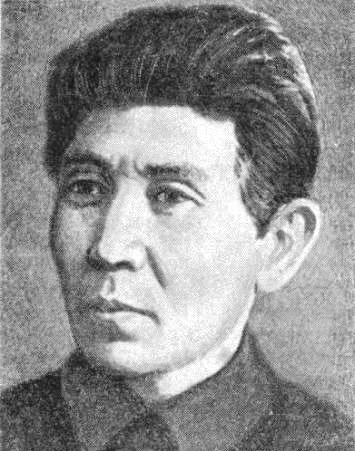
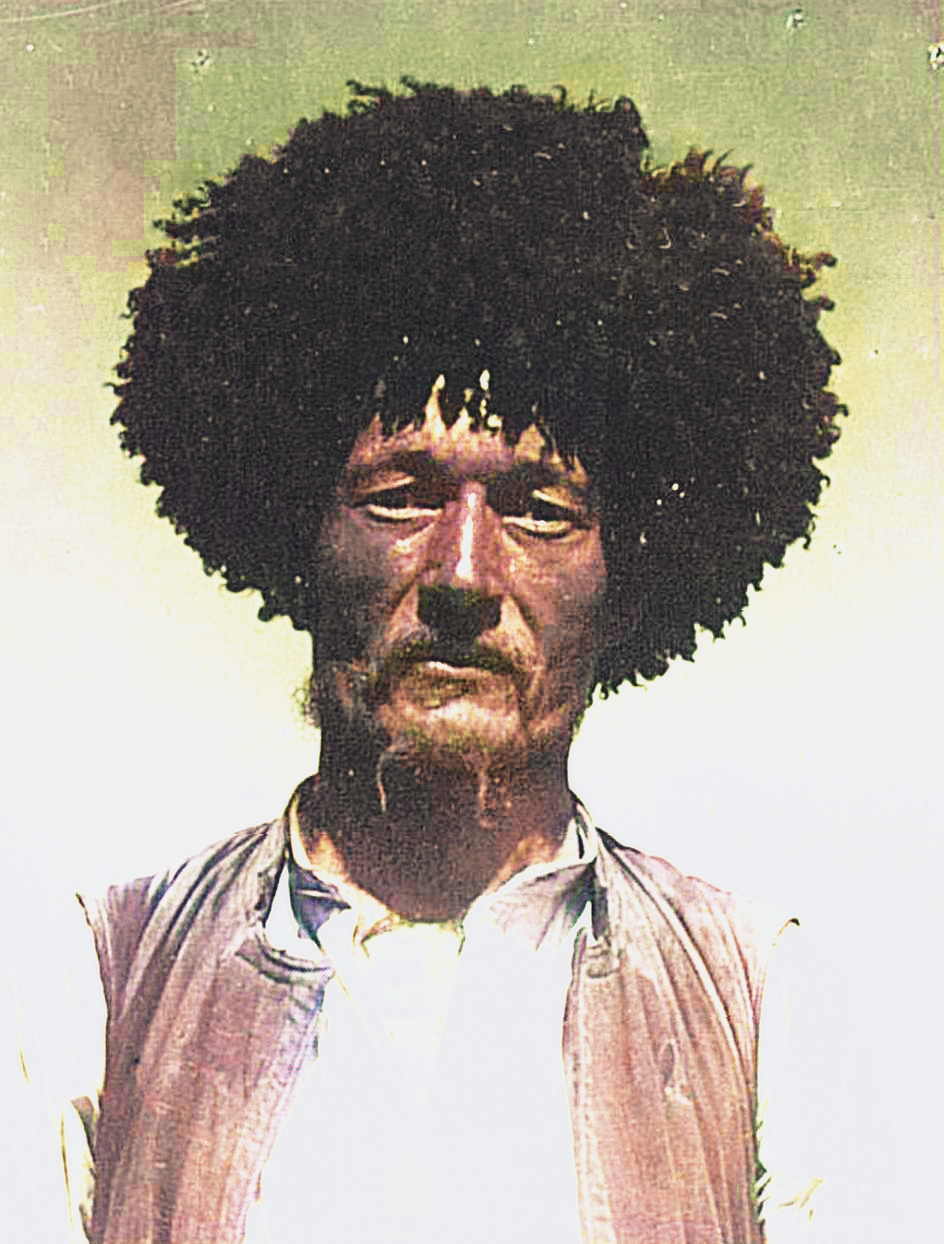
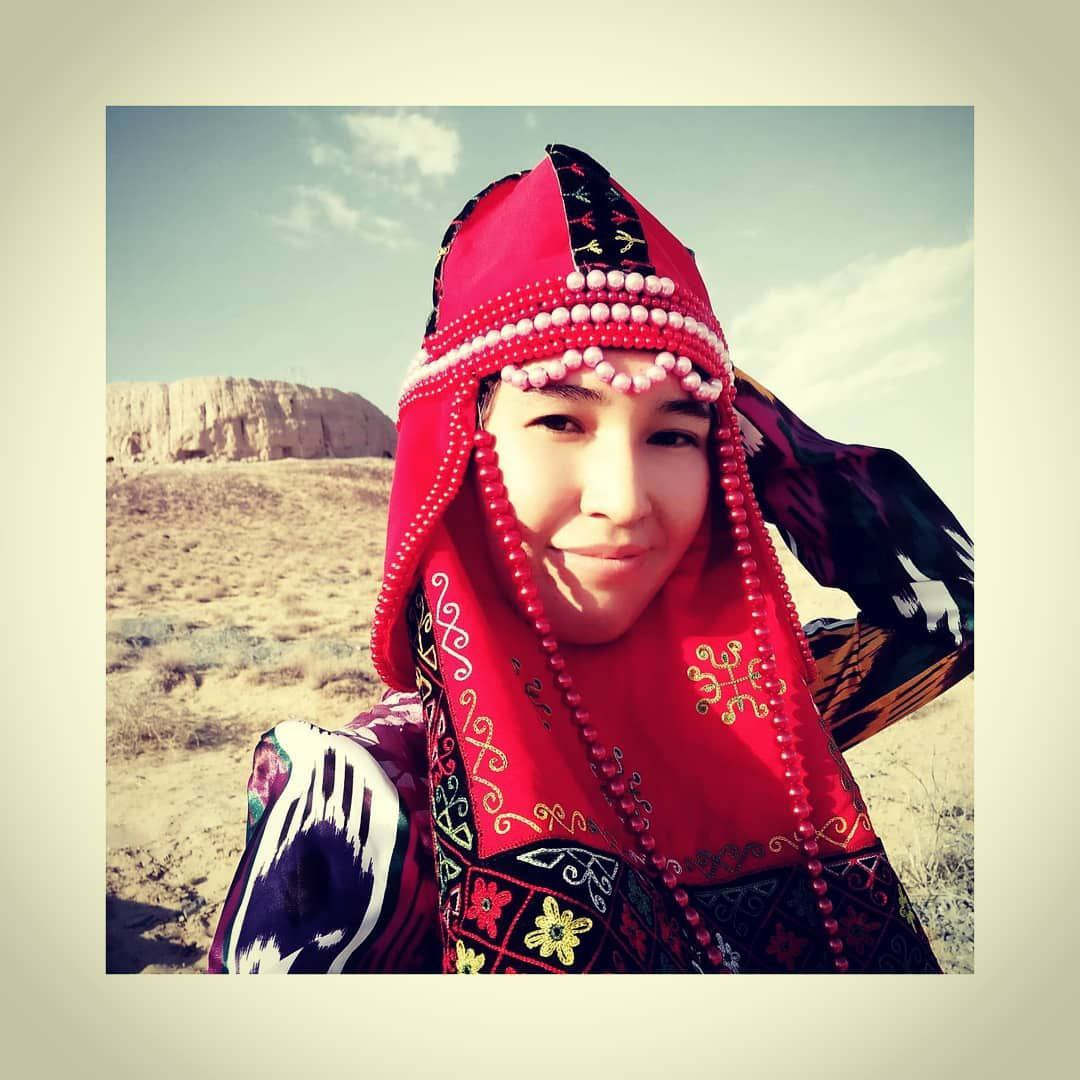
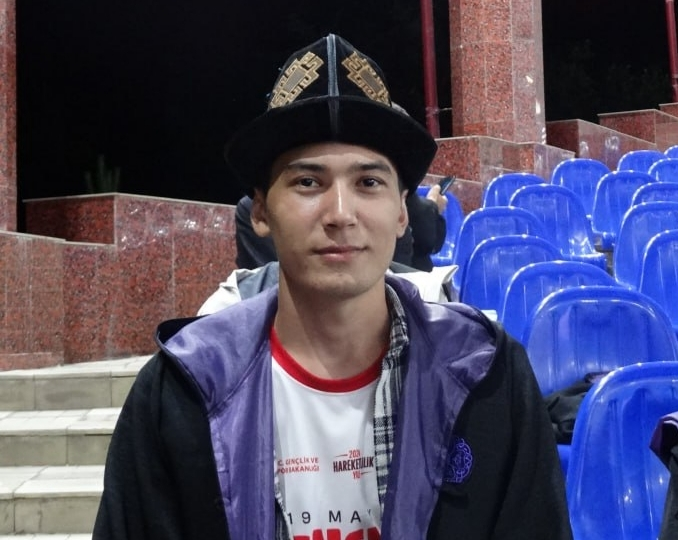
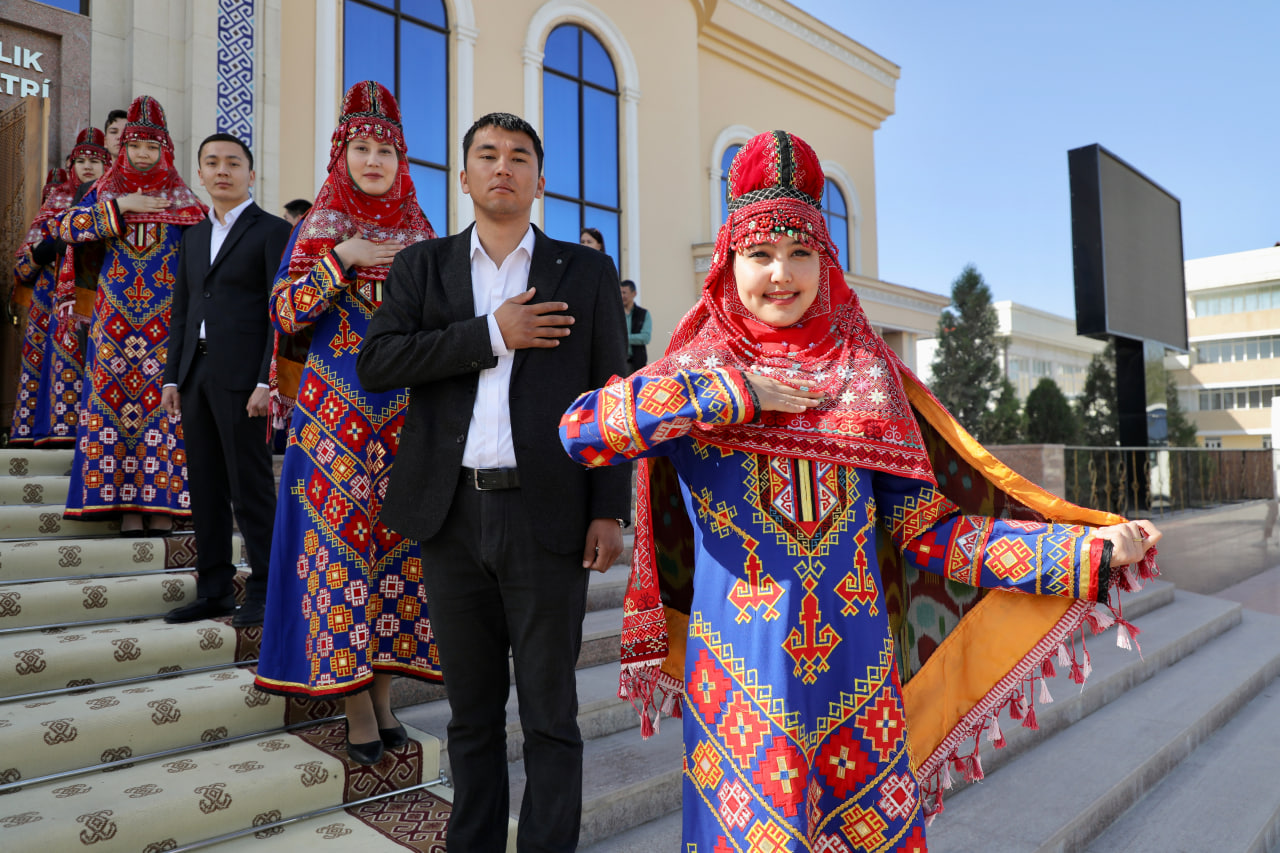
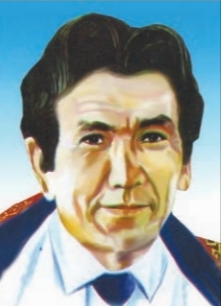